# Henry More
Henry More (12 de octubre de 1614 - 1 de septiembre de 1687) fue un filósofo inglés de la escuela de Cambridge.

## Biografía
Henry nació en Grantham. Sus padres eran calvinistas, pero él “nunca pudo tragar esa dura doctrina”. En 1631 ingresó en el Christ's College de la Universidad de Cambridge, aproximadamente en la misma época en la que lo dejó John Milton. Se dedicó al estudio de la filosofía y durante un tiempo fue escéptico, tras lo que se volvió en el estudio de los “escritores platónicos”. Estuvo fascinado especialmente por el neoplatonismo, fascinación que nunca le abandonaría. La Theologia Germanica ejerció una influencia permanente sobre él.

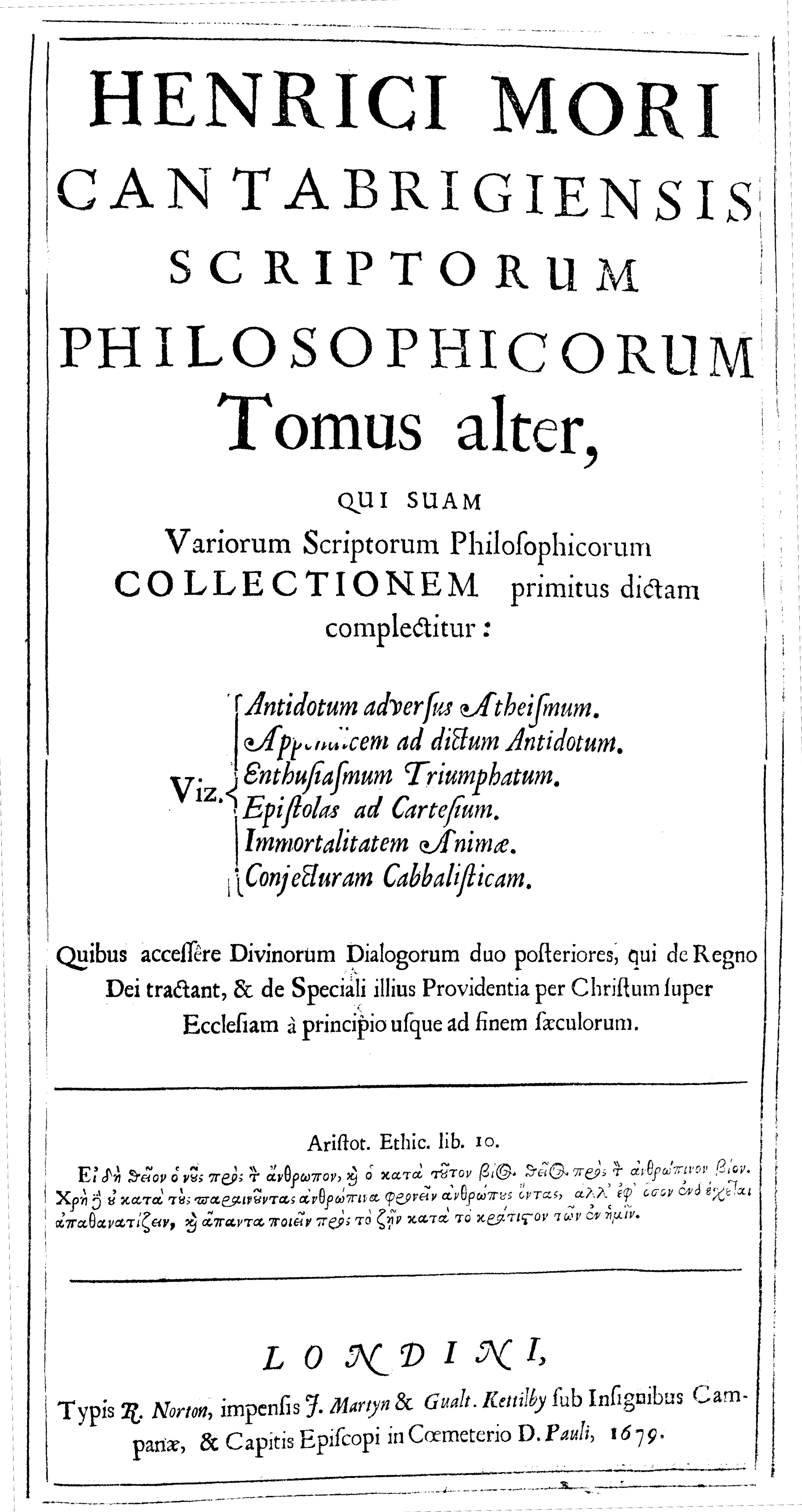
Henrici Mori Cantabrigiensis Opera Omnia, 1679

Tras licenciarse pasó a ser miembro del college, para lo que rechazó cualquier otra oferta. En 1675 aceptó una prebenda en la Catedral de Gloucester, pero la dejó en favor de su amigo Edward Fowler, que sería más tarde Obispo de Gloucester.
More tuvo discípulos de importancia, entre ellos una joven dama, hermana de Lord Finch, más tarde Earl de Notttingham, una figura conocida de la Restauración. Más tarde sería Anne Finch. Ella y su marido mostraron mucho aprecio a Henry More, y en el retiro de sus bosques Henry escribió muchos de sus libros. El entusiasmo espiritual de Lady Conway inspiró algunas de sus meditaciones, a pesar de que más tarde ella se unió a los cuáqueros. Pasó a ser amiga no sólo de More y William Penn, sino también de Franciscus Mercurius van Helmont (1614-1699) y Valentine Greatrakes, taumaturgo del siglo XVII. Ragley fue centro de devoción y espiritualidad. La obra Divine Dialogues (1688), condensa su visión de la filosofía y la religión.

## Pensamiento
Spissitude es un término acuñado por Henry More. Lo empleó para describir una cuarta dimensión espacial en la que creía que se extendía el reino espiritual. El término se refiere a la medida de la longitud de un objeto en la cuarta dimensión, de forma análoga a la extensión en las otras tres dimensiones físicas. Así como las direcciones cardinales en las tres dimensiones se refieren a los términos arriba/abajo, norte/sur y este/oeste, la dirección en spissitude se describe en términos de ana/kata, términos acuñados por Charles Howard Hinton.
Henry More no representó el lado teosófico del grupo de Cambridge como algunos han sugerido, el error surge debido a que Helena Blavatsky fundadora de la Teosofía tergiversó las enseñanzas filosóficas de Henry More y las usó en su libro Isis develada.
Henry More fue conocido por su humildad y caridad así por su piedad. Permanece enterrado en la capilla del Christ's College.